# Октябърская революция (лек крайцер, 1954)
Октябърская революция (на руски: Октябрьская революция) (до 3 август 1957 г. – „Молотовск“) e лек крайцер на ВМФ на СССР от проект 68-бис, „Свердлов“. Името си носи в чест на Октомврийската революция. Заводски номер: 301.

## История на строителството
- 15 юли 1952 г. – заложен в КСЗ № 402 („Северно машиностроително предприятие“, Северодвинск).
- 25 септември 1953 г. – зачислен в списъците на ВМФ.
- 25 май 1954 г. – спуснат на вода.
- 30 ноември 1954 г. – въведен в строй.

## История на службата
- 18 февруари 1954 г. – влиза в състава на ЧСФ (Червенознаменен Северен флот) като „Молотовск“.
- 3 – 7 август 1956 г. – визита в Осло.
- 8 – 12 август 1956 г. – визита в Гьотеборг.
- 3 август 1957 г. – преименуван – новото му име е „Октябърская революция“.
- 30 август – 2 септември 1958 г. – визита в Берген.
- 8 – 12 септември 1958 г. – визита в Копенхаген.
- 16 декември 1960 г. – преведен в ДЧБФ.
- 27 март 1961 г. – изваден от бойния състав на ВМФ, законсервиран и поставен в Кронщат на стоянка.
- 29 април 1966 г. – разконсервиран и въведен в строй.
- 16 ноември 1968 г. – 25 декември 1969 г. – модернизиран и преустроен в „Севморзавод“ в Севастопол по проекта 68-А.
- 8 – 13 май 1970 г. – визита в Шербур.
- 17 – 23 юли 1970 г. и 25 септември – 1 октомври 1972 г. – намирайки се в зоната на военни действия, изпълнява бойната задача по оказване на помощ на въоръжените сили на Сирия.
- 17 май – 25 юни 1971 г., 5 – 9 юли 1971 г. и 8 – 12 септември 1972 г. – намирайки се в зоната на военни действия, изпълнява бойната задача по оказване на помощ на въоръжените сили на Египет.
- 17 – 22 август 1971 г. – визита в Копенхаген.
- 20 – 24 юли 1978 г. – визита в Гдиня.
- 8 – 10 октомври 1978 г. – визита в Росток.
- 4 – 9 октомври 1979 г. – визита в Росток.
- 27 – 30 юли 1980 г. – визита в Гдиня.
- 9 – 14 август 1982 г. – визита в Росток.
- 16 септември 1987 г. – разоръжен и изключен от състава на ВМФ.
- 11 февруари 1988 г. – разформирован.
- 1988 – 1990 г. – разкомплектован за скрап на базата на „Главвторчермет“ в Ленинград.